# غويلرمو غوميز ريفيرا
غويلرمو غوميز ريفيرا هو صحفي ومؤرخ فلبيني، ولد في 12 سبتمبر 1936 في مدينة إيلويلو في الفلبين.